# Platyrrhinus umbratus
Platyrrhinus umbratus là một loài động vật có vú trong họ Dơi mũi lá, bộ Dơi. Loài này được Lyon mô tả năm 1902.